# 齐格蒙特·捷林斯基

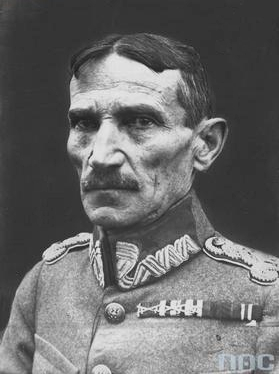
齐格蒙特·捷林斯基

齐格蒙特·捷林斯基（Zygmunt Zieliński，1858年8月1日—1925年4月11日）是一位波军将领，曾在奧匈帝國陸軍服役，他在奧匈帝國陸軍中的最高军衔为上校。
他在1914年志愿加入波蘭軍團，自1915年起指挥波兰军团第三旅。1917-1918年间，他曾是波兰辅助军团的指挥官。一战结束后，他参加了波烏戰爭和波苏战争。他于1922年退役。